# Saïd Belachia
Saïd Belachia (en arabe : سعيد بلعشية) est un footballeur international algérien né le 15 novembre 1959 à Collo dans la wilaya de Skikda. Il évoluait au poste de milieu de terrain.

## Biographie

### En club
Il évolue en première division algérienne avec son club formateur, l'ES Collo.

### En équipe nationale
Il reçoit deux sélections en équipe d'Algérie entre 1984 et 1985. Son premier match a lieu le 30 décembre 1984 contre la Tunisie (victoire 3-1). Son dernier match a lieu le 13 mars 1985 contre la RD Allemagne (nul 1-1).

## Palmarès
ES Collo
- Coupe d'Algérie :
  - Finaliste : 1985-86.